# 212606 Janulis
212606 Janulis è un asteroide della fascia principale. Scoperto nel 2006, presenta un'orbita caratterizzata da un semiasse maggiore pari a 2,7389991 UA e da un'eccentricità di 0,1274856, inclinata di 0,88353° rispetto all'eclittica.